# Włodzimierz Cymbała

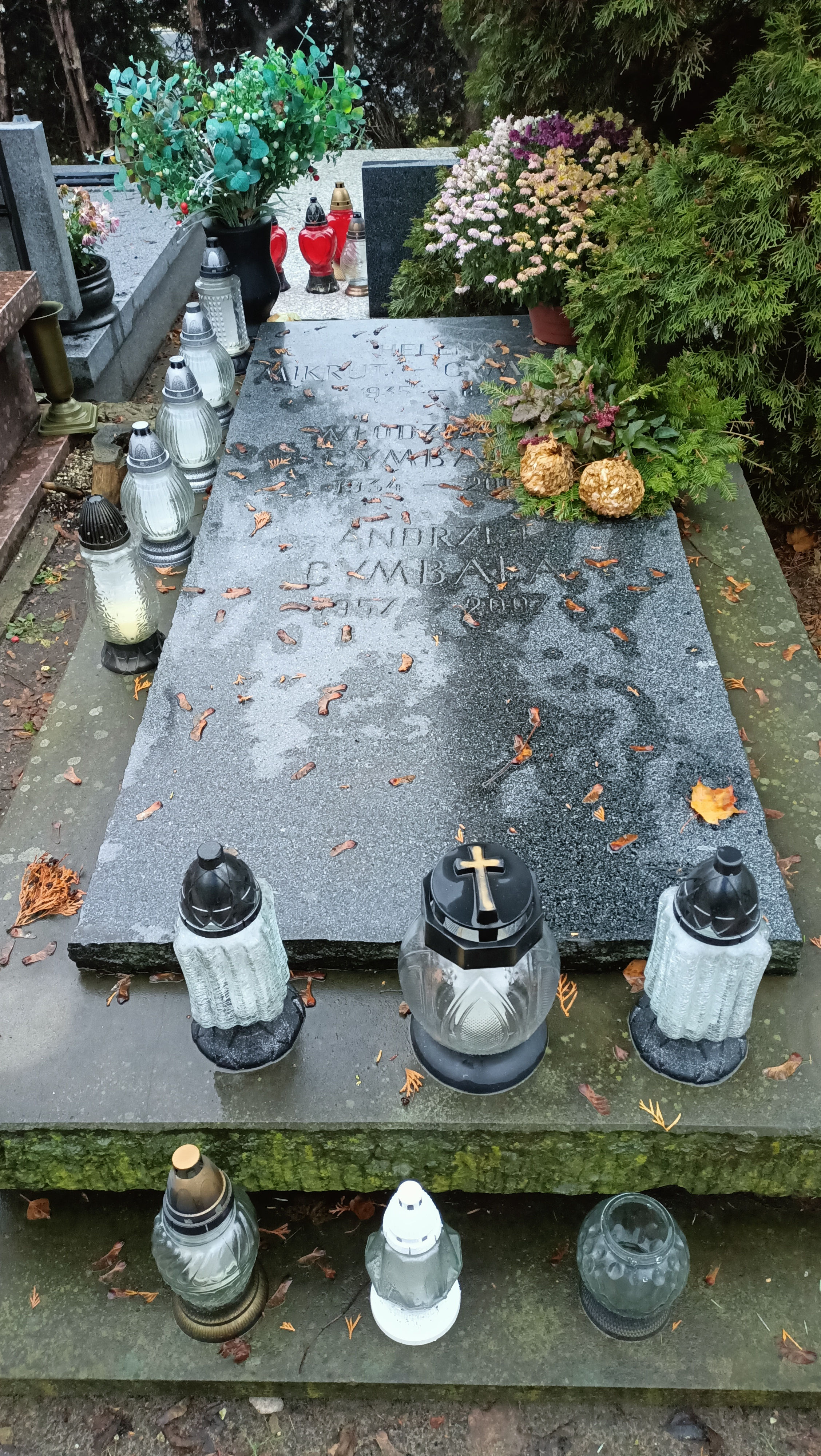
Grób Włodzimierza Cymbały na Cmentarzu Wojskowym na Powązkach

Włodzimierz Cymbała (ur. 12 maja 1934 w Uściu Gorlickim, zm. 9 sierpnia 2004) – polski działacz partyjny i państwowy, w 1975 przewodniczący Prezydium Wojewódzkiej Rady Narodowej oraz I sekretarz Komitetu Wojewódzkiego PZPR w Piotrkowie Trybunalskim, w latach 1979–1981 podsekretarz stanu w Ministerstwie Budownictwa i Przemysłu Materiałów Budowlanych.

## Życiorys
Syn Józefa i Paraskewy. W 1952 wstąpił do Polskiej Zjednoczonej Partii Robotniczej, w latach 1958–1962 studiował w Wyższej Szkole Nauk Społecznych przy KC PZPR. Od 1962 instruktor Wydziału Ekonomicznego Komitetu Centralnego PZPR, później związany z Wydziałem Przemysłu Lekkiego, Handlu i Budownictwa KC PZPR, gdzie doszedł do stanowiska zastępcy kierownika (1971). Od 1971 do 1975 zastępca kierownika Wydziału Ekonomicznego KC PZPR. W czerwcu 1975 został I sekretarzem Komitetu Wojewódzkiego PZPR w Piotrkowie Trybunalskim i przewodniczącym tamtejszego Prezydium Wojewódzkiej Rady Narodowej, funkcje te zajmował do października/grudnia 1975 (ze względu na chorobę faktycznie przestał je pełnić jeszcze w czerwcu 1975). Od 1975 do 1976 doradca sekretarza Komitetu Centralnego, a od 1977 do 1979 doradca w Urzędzie Rady Ministrów. Od 9 listopada 1979 do 11 marca 1981 podsekretarz stanu w Ministerstwie Budownictwa i Przemysłu Materiałów Budowlanych.
Pochowany na Cmentarzu Wojskowym na Powązkach